# Sebastiano Menzocchi
Sebastiano Menzocchi (né v. 1535 à Forlì et mort v. 1600 dans la même ville) est un peintre italien de l’école de Forlì.

## Biographie
Sebastiano Menzocchi est le fils du peintre Francesco Menzocchi. Son frère Pier Paolo était également peintre.
Ayant travaillé dans l'atelier familial, l'attribution de nombreux travaux reste problématique.
Sebastiano Menzocchi est aussi l'auteur d’une chronique historique : Croniche et annali della città di Forlì, considérée comme une importante source d'informations locales.

## Publication
- (it) Croniche et annali della città di Forlì, Adamo Pasini dans Fonti della storia forlivese: cronaca di Sebastiano Menzocchi, Bordandini, 1929

## Œuvres
- Mariage de sainte Catherine avec saint Jean Enfant et un donateur (1572), huile sur toile 138 × 76 cm, pinacothèque de Forlì « Sebastiano Menzocchi », sur fe.fondazionezeri.unibo
- Crucifixion avec les saints François, Christine et Madeleine (1580), séminaire, Forlì,
- Vierge à l'Enfant et saints, pinacothèque, Forlì.

## Source de la traduction
- (it) Cet article est partiellement ou en totalité issu de l’article de Wikipédia en italien intitulé « Sebastiano Menzocchi » (voir la liste des auteurs).